# Жабки (зупинний пункт)
Жа́бки — пасажирський залізничний зупинний пункт Рівненської дирекції Львівської залізниці.
Розташований за Ківерцями, поблизу села Жабка, Ківерцівський район, Волинської області на лінії Підзамче — Ківерці між станціями Ківерці (2 км) та Дачне (3 км).
Станом на березень 2019 року щодня вісім пар електропоїздів прямують за напрямком Сапіжанка/Стоянів/Луцьк — Ківерці/Ковель/Здолбунів.